# سود سهام اجتماعی
سود سهام اجتماعی عودت دارایی‌های سرمایه‌ای و منابع طبیعی تحت مالکیت اجتماعی در یک اقتصاد سوسیالیستی است. این مفهوم به عنوان یک ویژگی کلیدی در سوسیالیسم بازار حضور دارد، که در آن به شکل پرداخت سود سهام به هر شهروند از درآمد اموال تولید شده توسط شرکت دولتی حاصل می‌شود، که نماینده سهم هر فرد از سرمایه و منابع طبیعی متعلق به جامعه است.
با وجود اینکه مفهوم سود سهام اجتماعی هنوز در مقیاس وسیع اعمال نشده‌است، سیاست‌های مشابهی در سطحی محدود اتخاذ شده‌اند. هم در مدل اقتصادی شوروری و هم کشورهایی با دولت‌های غیر سوسیالیستی، درآمد خالص شرکت‌های دولتی درآمدزا، منبع درآمد عمومی محسوب می‌شد و به‌طور مستقیم توسط دولت، برای تأمین مالی خدمات و کالاهای عمومی مورد استفاده قرار می‌گرفت.
مفهوم سود سهام اجتماعی با مفهوم تضمین درآمد پایه همگانی همپوشانی دارد، اما تفاوت آن با درآمد پایه در این است که سود سهام اجتماعی، مالکیت اجتماعی دارایی‌های تولیدی را در برمی‌گیرد، در حالی که درآمد پایه لزوماً به معنی مالکیت اجتماعی نیست و بودجه‌اش می‌تواند از طیف گسترده‌ای از منابع تأمین شود. برخلاف درآمد پایه، بازده مالی سود سهام اجتماعی بر اساس عملکرد اقتصاد تحت مالکیت اجتماعی تغییر می‌کند. سود سهام اجتماعی را می‌توان به عنوان نظیر سوسیالیستی درآمد پایه در نظر گرفت. به تازگی اصطلاح سود سهام همگانی برای تأکید بر تفاوت میان مفاهیم سود سهام اجتماعی با درآمد پایه مورد استفاده قرار گرفته‌است.

## بررسی اجمالی
سود سهام اجتماعی یک ویژگی کلیدی در بسیاری از انواع سوسیالیسم بازار است که، با ویژگی وجود شرکت‌های دولتی، که به بیشینه‌سازی سود در یک اقتصاد بازار استلزام دارند شناخته می‌شود. در چنین سیستمی، سود سهام اجتماعی به هر شهروند، از سهم درآمد اموال تولید شده توسط سرمایه و منابع طبیعی متعلق به جامعه، اعطا می‌شود، که در کنار درآمد کار (دستمزد و حقوق) که از طریق اشتغال حاصل می‌شود، دریافت می‌شود برخلاف انواع تعاونی، که در آن‌ها سود هر شرکت در میان اعضا یا کارمندان هر شرکت توزیع می‌شود، در سوسیالیسم بازار سود سهام اجتماعی به عموم مردم تعلق می‌گیرد. سود سهام اجتماعی همچنین نیازمندی به برنامه‌های رفاه اجتماعی و توزیع درآمد را، به علاوه هزینه‌های اجرایی آن که در اقتصادهای سرمایه‌داری وجود دارند، از بین می‌برد.
مزایای سود سهام اجتماعی شامل تقسیم سودهای رشد اقتصادی و پیشرفت تکنولوژیکی به‌طور گسترده، استقلال بیشتر برای هر یک از شهروندان، برابری اجتماعی و برابری در درآمد بیشتر و از بین بردن اختلاف طبقاتی در جامعه، که ناشی از درآمد شغلی و درآمد اموال است، هستند. سود سهام اجتماعی همچنین حائز مزایایی نسبت به درآمد پایه است؛ انتقادی که نسبت به ایده درآمد پایه وجود دارد آن است که می‌تواند به عنوان توجیهی برای تضعیف قوانین حمایت از نیروی کار و حقوق بیکاری متعارف استفاده شود و جمعیتی وابسته به سطح معیشتی درآمد حاصل از درآمد پایه به وجود آورد که ممکن است مانع گذار یک جامعه به مرحله پساسرمایه‌داری باشد.
سود سهام اجتماعی می‌تواند انواع نهادی مختلف ظهور یابد. از دیدگاه نظری، عموماً در شکلی بدون محدودیت و به صورت همگانی، حتی به افراد بیکار، توزیع می‌شود. با این حال، نوع نظم نهادی در میان طرح‌های پیشنهادی مختلف تفاوت دارد، به عنوان مثال در برخی از طرح‌ها، ممکن است بعضی محدودیت‌ها در پرداخت سود سهام به بیکاران اعمال شود.
برخی از اقتصاددانان برجسته و دانشمندان علوم سیاسی که انواع طرح‌های سود سهام اجتماعی در مدل‌هایشان از سوسیالیسم وجود دارد، عبارتند از: اسکار لانگه، آبا لرنر، جیمز یونکر، جیمز مید، جان روئمر، پراناب باردان، دیوید شوایکارت‎ و یانیس واروفاکیس.